# Anomodonty
Anomodonty (Anomodontia) – podrząd synapsydów z rzędu terapsydów. Najbardziej zróżnicowana grupa to dicynodonty, klad rogatych roślinożerców.
Żyły od środkowego permu do późnego triasu na wszystkich kontynentach z wyjątkiem Australii. Miały bardzo zróżnicowane rozmiary – od kilku centymetrów do kilku metrów. Wszystkie były roślinożerne. Reprezentowane przez wiele gatunków, lecz (w odróżnieniu od teriodontów) wolno ewoluowały.
Podstawowy podział anomodontów obejmuje 2 infrarzędy: Dromasauria i Dicynodontia.
Do anomodontów zalicza się m.in. następujące rodzaje: dicynodont, emydops, galechirus, jachaleria, lystrozaur, placerias, robertia, suminia.